# 昆仑绢蒿
昆仑绢蒿（学名：Seriphidium korovinii）为菊科绢蒿属的植物。分布于俄罗斯以及中国大陆的新疆等地，生长于海拔2,000米至3,000米的地区，一般生于戈壁、砾质坡地和半荒漠化草原地区，目前尚未由人工引种栽培。